# モラフスケ・トプリツェ
モラフスケ・トプリツェ（Moravske Toplice, ハンガリー語：Alsómarác）は、スロベニアのプレクムリェ地方、モラフスケ・トプリツェ自治体の中にある町である。モラフスケ・トプリツェはスパで有名である。1983年まで、モラフスケ・トプリツェはモラフツィ(Moravci)と呼ばれていた。

## 施設
モラフスケ・トプリツェには二つのスパがある。一つ目はテルメ3000 (Terme 3000)、二つ目はテルメ・ヴィヴァット  (Terme Vivat) である。Terme 3000はTerme Vivatより大きくて、ホテルが三つある。キャンプ場、伝統的な藁葺屋根のコテージのあるプレクムルスカ・ヴァス(Prekmurska vas)というリゾートもある。点在する屋外プールと温泉の合計面積は5000m2 に及ぶ。屋外プールはウォータースライダーが多くあり、子供がいる家族に人気である。施設内は芝生で整備されていて、木陰で休むこともできる。療養の目的で訪れる人もいる。